# 30-я стрелковая дивизия (2-го формирования)
30-я стрелковая дивизия — воинское соединение Вооружённых сил СССР в Великой Отечественной войне.

## История дивизии
Сформирована 22.03.1943 года на базе 16-й стрелковой бригады и 119-й стрелковой бригады в Россоши.
Принимала участие в Курской битве, перешла в контрнаступление в направлении Тростянец, Зеньков, Золотоноша, принимая участие в Белгородско-Харьковской стратегической операции. 27.08.1943 года отразила 8 контратак пехоты противника, поддержанных 30 танками у села Карпиловка (Ахтырский район Сумской области).
В ходе Киевской операции 28.09.1943 форсировала Днепр в районе города Канев, приняла участие в освобождении 06.11.1943 Киева и 12.11.1943 Житомира. Затем Житомир был вновь оставлен и дивизия, уже в ходе Житомирско-Бердичевской операции снова приняла участие в освобождении Житомира 31.12.1943 года.
В ходе Проскуровско-Черновицкой операции дивизия вела бои у Каменец-Подольского, приняла участие 09.03.1944 года в освобождении Староконстантинова, 24.03.1944 освободила Бучач, 27.03.1944 прорвалась к Орынину.
В ходе Львовско-Сандомирской операции приняла участие в освобождении 21.07.1944 города Монастыриска, а 05.08.1944 года города Стрый.
Затем принимала участие в Восточно-Карпатской операции и Западно-Карпатской операции, в ходе последней вышла к Моравско-Остравскому укреплённому району.
Закончила войну в Праге, участвуя в Пражской операции, в ходе операции 08.05.1945 приняла участие в освобождении города Оломоуц.

## Полное название
30-я стрелковая Киевско-Житомирская Краснознамённая дивизия

## Подчинение
| Дата            | Фронт (округ)         | Армия                 | Корпус (группа)        | Примечания                               |
| --------------- | --------------------- | --------------------- | ---------------------- | ---------------------------------------- |
| 01.06.1943 года | Степной военный округ | 47-я армия            | 23-й стрелковый корпус | -                                        |
| 01.07.1943 года | Степной военный округ | 47-я армия            | 23-й стрелковый корпус | -                                        |
| 01.08.1943 года | Воронежский фронт     | 47-я армия            | 23-й стрелковый корпус | с 09.07.1943 по 01.08.1943 Степной фронт |
| 01.09.1943 года | Воронежский фронт     | 47-я армия            | 23-й стрелковый корпус | -                                        |
| 01.10.1943 года | Воронежский фронт     | 47-я армия            | 23-й стрелковый корпус | -                                        |
| 01.11.1943 года | 1-й Украинский фронт  | 38-я армия            | 23-й стрелковый корпус | -                                        |
| 01.12.1943 года | 1-й Украинский фронт  | 1-я гвардейская армия | 94-й стрелковый корпус | -                                        |
| 01.01.1944 года | 1-й Украинский фронт  | 1-я гвардейская армия | 94-й стрелковый корпус | -                                        |
| 01.02.1944 года | 1-й Украинский фронт  | 1-я гвардейская армия | 94-й стрелковый корпус | -                                        |
| 01.03.1944 года | 1-й Украинский фронт  | 1-я гвардейская армия | 94-й стрелковый корпус | -                                        |
| 01.04.1944 года | 1-й Украинский фронт  | -                     | 30-й стрелковый корпус | -                                        |
| 01.05.1944 года | 1-й Украинский фронт  | 1-я гвардейская армия | 30-й стрелковый корпус |                                          |
| 01.06.1944 года | 1-й Украинский фронт  | 1-я гвардейская армия | 30-й стрелковый корпус | -                                        |
| 01.07.1944 года | 1-й Украинский фронт  | 1-я гвардейская армия | 30-й стрелковый корпус | -                                        |
| 01.08.1944 года | 1-й Украинский фронт  | 1-я гвардейская армия | 30-й стрелковый корпус | -                                        |
| 01.09.1944 года | 4-й Украинский фронт  | 1-я гвардейская армия | 30-й стрелковый корпус | с 05.08.1944                             |
| 01.10.1944 года | 4-й Украинский фронт  | 1-я гвардейская армия | 30-й стрелковый корпус | -                                        |
| 01.11.1944 года | 4-й Украинский фронт  | 1-я гвардейская армия | 11-й стрелковый корпус | -                                        |
| 01.12.1944 года | 4-й Украинский фронт  | 1-я гвардейская армия | 11-й стрелковый корпус | -                                        |
| 01.01.1945 года | 4-й Украинский фронт  | -                     | 11-й стрелковый корпус | -                                        |
| 01.02.1945 года | 4-й Украинский фронт  | 1-я гвардейская армия |                        | -                                        |
| 01.03.1945 года | 4-й Украинский фронт  | 1-я гвардейская армия |                        | -                                        |
| 01.04.1945 года | 4-й Украинский фронт  | 1-я гвардейская армия | 11-й стрелковый корпус |                                          |
| 01.05.1945 года | 4-й Украинский фронт  | 38-я армия            | 11-й стрелковый корпус | -                                        |

## Состав
- 35-й стрелковый полк
- 71-й стрелковый полк
- 256-й стрелковый полк
- 59-й артиллерийский полк
- 552-я учебная рота
- 145-й отдельный истребительно-противотанковый дивизион
- 89-я разведывательная рота
- 101-й сапёрный батальон
- 873-й отдельный батальон связи (646-я отдельная рота связи)
- 57-й медико-санитарный батальон
- 66-я отдельная рота химический защиты
- 407-я автотранспортная рота
- 321-я полевая хлебопекарня
- 94-й (246-й) дивизионный ветеринарный лазарет
- 81-я (1764-я) полевая почтовая станция
- 1721-я полевая касса Госбанка

## Командиры
- Савченко, Михаил Евдокимович (22.03.1943 — 16.09.1943), полковник;
- Ивановский, Николай Михайлович (17.09.1943 — 19.10.1943), полковник;
- Янковский, Виктор Павлович (20.10.1943 — 30.07.1944), полковник;
- Волошин, Фёдор Фёдорович (31.07.1944 — 03.09.1944), полковник;
- Янковский, Виктор Павлович (04.09.1944 — 11.05.1945), генерал-майор.

### после войны
- Зиновьев, Филипп Сергеевич (1945—1946), полковник
- Бураковский, Иван Николаевич (июль 1956 — июнь 1957), генерал-майор.

## Отличившиеся воины дивизии
| Награда | Ф. И. О.                          | Должность                                                                  | Звание            | Дата награждения | Примечания          |
| ------- | --------------------------------- | -------------------------------------------------------------------------- | ----------------- | ---------------- | ------------------- |
|         | Багян, Григорий Карапетович       | командир 71-го стрелкового полка                                           | подполковник      | 29.06.1945       |                     |
|         | Бельских, Иосиф Михайлович        | командир орудия 145-го отдельного истребительно-противотанкового дивизиона | старший сержант   | 03.06.1944       |                     |
|         | Бирюков, Константин Михайлович    | командир взвода 2-й стрелковой роты 71-го стрелкового полка                | младший лейтенант | 25.10.1943       | награждён посмертно |
|         | Бодряшов, Александр Тимофеевич    | Наводчик орудия 145-го отдельного истребительно-противотанкового дивизиона | сержант           | 03.06.1944       |                     |
|         | Бирюков, Константин Михайлович    | Командир взвода 71-го стрелкового полка                                    | младший лейтенант | 25.10.1943       | награждён посмертно |
|         | Гангаев, Алексей Кузьмич          | заместитель командира батальона 256-го стрелкового полка                   | старший лейтенант | 25.10.1943       |                     |
|         | Гудовских, Иван Лаврентьевич      | Стрелок 35-го стрелкового полка                                            | красноармеец      | 03.06.1944       | награждён посмертно |
|         | Ермишин, Козьма Козьмич           | заместитель командира по политической части 35-го стрелкового полка        | майор             | 25.10.1943       | награждён посмертно |
|         | Жуков, Василий Егорович           | Наводчик орудия 59-го артиллерийского полка                                | рядовой           | 24.12.1943       |                     |
|         | Козлов, Иван Егорович             | Командир дивизиона 59-го артиллерийского полка                             | капитан           | 24.12.1943       |                     |
|         | Копылов, Степан Андреевич         | Наводчик орудия 145-го отдельного истребительно-противотанкового дивизиона | сержант           | 25.10.1943       | награждён посмертно |
|         | Кравцов, Илья Павлович            | командир батальона 256-го стрелкового полка                                | гвардии лейтенант | 25.10.1943       |                     |
|         | Кукушкин, Виктор Николаевич       | командир роты 256-го стрелкового полка                                     | лейтенант         | 25.10.1943       | награждён посмертно |
|         | Литвиненко, Семён Самойлович      | старшина роты 35-го стрелкового полка                                      | старшина          | 25.10.1943       |                     |
|         | Морозов, Константин Степанович    | командир батальона 71-го стрелкового полка                                 | капитан           | 25.10.1943       |                     |
|         | Радайкин, Иван Иосифович          | командир орудия 145-го отдельного истребительно-противотанкового дивизиона | старший сержант   | 25.10.1943       |                     |
|         | Сикорский, Степан Харитонович     | наводчик орудия 145-го истребительно-противотанкового дивизиона            | сержант           | 25.10.1943       | награждён посмертно |
|         | Фонов, Николай Яковлевич          | командир орудия 59-го артиллерийского полка                                | сержант           | 24.12.1943       |                     |
|         | Черноморец, Александр Григорьевич | Командир отделения 101-го отдельного сапёрного батальона                   | сержант           | 25.10.1943       |                     |

## Награды и наименования
| Награда (наименование)              | Дата                                          | За что награждена |
| ----------------------------------- | --------------------------------------------- | --- |
| Почётное наименование «Киевская»    | Приказ ВГК от 6 ноября 1943 года              | за отличие в боях за освобождение Киева. |
| Почётное наименование «Житомирская» | Приказ ВГК от 13 ноября 1943 года             | за отличие в боях за освобождение Житомира. |
| Орден Красного Знамени              | Указ Президиума ВС СССР от 19 марта 1944 года | За образцовое выполнение заданий командования в боях за освобождение городов Староконстантинова, Изяславля , Шумска, Ямполя, Острополя и проявленные при этом доблесть и мужество. |

Награды частей дивизии:
- 35-й стрелковый Станиславский[4] ордена Суворова[5] полк
- 71-й стрелковый Краснознамённый[6] ордена Суворова[7] полк
- 256-й стрелковый Краснознамённый[6] ордена Суворова[8] полк
- 59-й артиллерийский Карпатский[9] Краснознамённый[6]орденов Богдана Хмельницкого (II степени)[8] и Александра Невского[5] полк
- 145-й отдельный истребительно-противотанковый ордена Красной Звезды[7]дивизион
- 101-й отдельный сапёрный Стрыевский[10] ордена Богдана Хмельницкого[8] батальон
- 873-й отдельный ордена Богдана Хмельницкого[5] батальон связи

## Газета
Выходила газета «Во славу Родины». Редактор — майор Токарев Михаил Алексеевич (1916-?)